# Laza Razanajatovo
Laza Razanajatovo (connu sous le nom de Laza) est un réalisateur, producteur de cinéma, scénariste et créateur des Rencontres du film court Madagascar malgache,,.

## Biographie
Laza étudie le cinéma à Paris pendant huit ans. Il est basé à Antananarivo, Madagascar, en tant que directeur de sa propre structure de production cinématographique Rozifilms. En 2006, il fonde les Rencontres du film court Madagascar, le festival du court métrage de Madagascar, qui organise des compétitions panafricaines de courts métrages, des ateliers, des rencontres et des échanges internationaux.
Il est membre du jury du documentaire aux Journées cinématographiques de Carthage 2018 et en 2022 co-organisateur d'Anim'ato Mada, un atelier d'animation en volume. Il est décoré Chevalier de l'Ordre national Malagasy et est président de l'Alliance panafricaine des scénaristes et réalisateurs (Apaser),.

## Filmographie
Les films où Laza intervient sont entre autres, :
| Année | Titre                                           | Description | Rôle                                  | Durée |
| ----- | ----------------------------------------------- | --- | ------------------------------------- | ----- |
| 2001  | Même instant de vie                             | Court métrage | Réalisateur                           |       |
| 2004  | La post-prod                                    | Documentaire pour la télévision malgache chaînes Ma-TV et TVM                                                                                        | Producteur                            |       |
| 2008  | 6h58 (6:58 a.m.).                               | Fiction court métrage | Réalisateur                           | 12 m  |
| 2010  | The pianoman                                    | Fiction court métrage | Producteur                            | 8 m   |
| 2010  | Génération Jazz                                 | Documentaire | Producteur                            | 44 m  |
| 2010  | L'Idiot du village                              | Fiction court métrage | Scénariste, réalisateur et producteur | 8 m   |
| 2012  | Le Chant des Tlous réalisé par Luck Razanajaona | Long métrage fiction historique. Un Malgache rebelle blessé gravement en 1940 qui se bat contre la France accepte la proposition d'une deuxième vie. | Producteur                            | 120 m |
| 2012  | Fragments de vies                               | Long métrage documentaire sur les patients hospitalisés et la musicothérapie psychiatrique                                                           | Scénariste, réalisateur et producteur | 70 m  |
| 2014  | Tee-shirt man réalisé par Tovoniaina Rasoanaivo | Long métrage documentaire sur une élection présidentielle malgache                                                                                   | Producteur                            | 70 m  |

## Publication
- (fr + en) Laza et Raymond Rajaonarivelo, Kolosary Cinéma Malagasy – Madagascar en 11 Films, Paris, Antananrivo, Institut Français, Paris, et Institut Français Madagascar, Antananarivo, 2016 (lire en ligne) Texte intégral en ligne sur issuu.com.

## Galerie

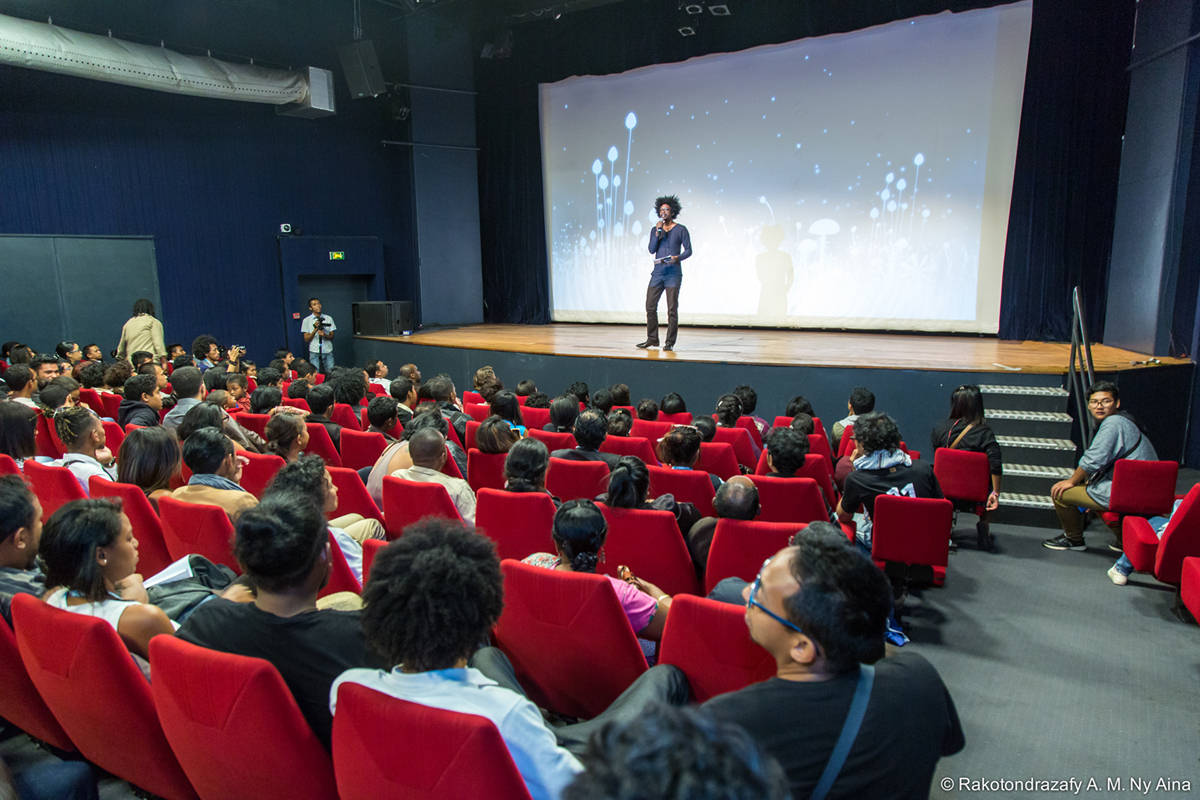
Laza s'adressant au public lors de la projection en compétition des Rencontres du film court Madagascar, 2016.
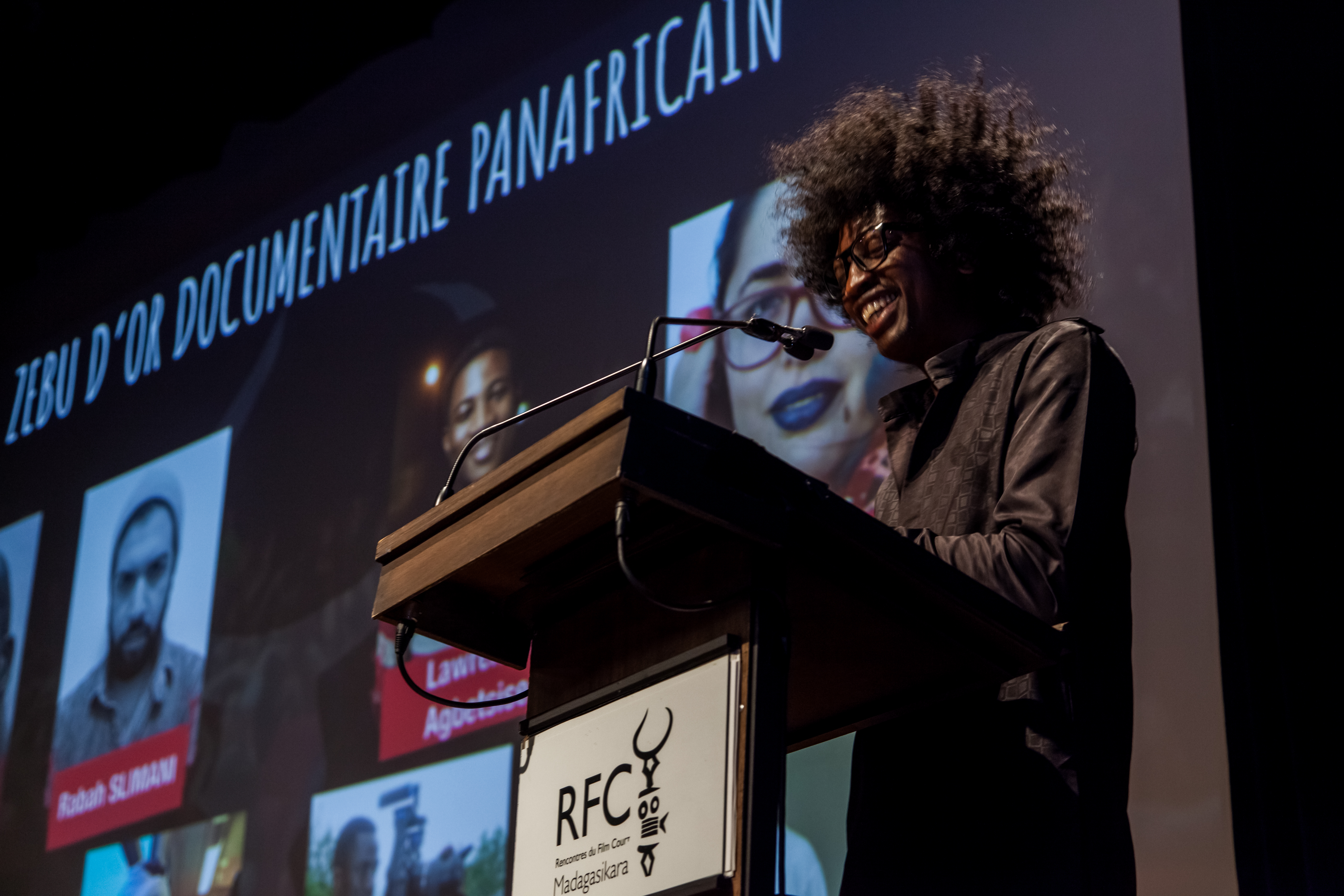
Discours d'ouverture par Laza aux 13èmes Rencontres du Film Court Madagascar, 2018.